# Panenství (film)
Panenství je české filmové drama režiséra Otakara Vávry z roku 1937 s Lídou Baarovou v hlavní roli. Námětem pro film byl stejnojmenný román spisovatelky Marie Majerové.

## Tvůrci
- Námět: Marie Majerová, román Panenství
- Scénář: František Čáp, Otakar Vávra, A. J. Urban, Marie Majerová
- Hudba: Roman Bahnik
- Zvuk: Josef Zora
- Zpěv: Anna Steimarová
- Kamera: Jan Roth
- Režie: Otakar Vávra
- Výprava: Štěpán Kopecký
- Střih: Jan Kohout
- Produkce: Lucerna
- Ateliéry: Barrandov

## Obsazení
| Lída Baarová               | Hana Poláčková                    |
| Jaroslava Skorkovská       | majitelka koloniálu, Hanina matka |
| František Kreuzmann starší | Hanin otčím                       |
| Ladislav Boháč             | skladatel Pavel Jimeš             |
| Zdeněk Štěpánek            | majitel automatu Josef Nevostrý   |
| Adina Mandlová             | prodavačka v automatu Lily        |
| Božena Šustrová            | prodavačka v automatu Mary        |
| Jaroslav Průcha            | komerční rada Rudolf Res          |
| Vítězslav Boček            | básník Hejtmánek                  |
| Bedřich Veverka            | asistent v nemocnici MUDr. Mikula |
| Otto Ballon                | malíř Karel Pálený                |
| Annie Steimarová           | stará zpěvačka v šantánu          |
| Marie Ježková              | myčka nádobí v automatu Barča     |
| Ella Nollová               | Kučerová, Jimešova bytná          |
| Gina Hašler                | flamendr                          |